# Meister der Argonautentafeln
Der Meister der Argonautentafeln, manchmal auch als Meister der Argonautenbilder bezeichnet, (tätig in der 2. Hälfte des 15. Jahrhunderts in Florenz) war ein heute unbekannter italienischer Maler. Seinen Notnamen erhielt er nach einer von zwei Cassone-Tafeln im New Yorker Metropolitan Museum of Art. Die andere Tafel wird heute Biagio d’Antonio zugeschrieben, was die Kunstforschung zu der Vermutung veranlasste, dass beide Maler wenigstens zeitweilig eine Werkstattgemeinschaft bildeten. Der Meister der Argonautentafeln scheint von Pesellino und Fra Filippo Lippi beeinflusst worden zu sein. Teile seines Werkes wurden von der Forschung zeitweise einem „Paris-Meister“, nach zwei heute in Cambridge (Fogg Art Museum) und Prag (Národní Galerie) aufbewahrten Tafeln, zugeschrieben, bis Grohn gegen 1957 erkannte, dass er mit dem Meister der Argonautentafeln gleichzusetzen ist. Er scheint, so weit heute bekannt, hauptsächlich Cassone-Tafeln und Hausandachtsbilder gemalt zu haben.

## Werke
- Berlin, Gemäldegalerie
  - Darstellungen aus der Geschichte von Amor und Psyche.
  - Darstellungen aus der Geschichte von Amor und Psyche.
- Cambridge, Fogg Art Museum
  - Das Urteil des Paris.
- New York, Metropolitan Museum of Art
  - Maria mit dem Kinde.
  - Szenen aus der Geschichte der Argonauten.
- Prag, Národní Galerie
  - Das Urteil des Paris.
- Verbleib unbekannt
  - Psyche in der Unterwelt mit Cerberus, Proserpina und Charon. (gegen 1900 in der Sammlung von Karl Graf Lanckoronski)
  - Maria mit dem Kinde vor einer gebirgigen Landschaft. (am 6. Dezember 1997 bei Lempertz in Köln versteigert)
  - Die mystische Vermählung der heiligen Katharina von Alexandrien. (am 24. Januar 2003 bei Christie's in New York versteigert)